# Conistra maura
Conistra maura là một loài bướm đêm trong họ Noctuidae.